# شبيلي السفلى
شبيلي السفلى محافظة في جنوب الصومال.